# Malibu
För singeln av rockbandet Hole, se Malibu (sång).
Malibu är en stad i Los Angeles County, Kalifornien, USA. År 2002 hade staden 12 575 invånare.
Malibu ligger vid Stilla havet, mellan Los Angeles och Santa Barbara, och är känt för att vara en behaglig plats med fina sandstränder. Där bor många skådespelare och andra som arbetar inom filmbranschen. De flesta invånarna bor nära havet, vilket till stor del präglar Malibus karaktär. Bebyggelsen följer kustvägen Pacific Coast Highway samt klättrar uppför bergssluttningarna i Santa Monica Mountains och Malibu Canyon. 
Universitetet Pepperdine är beläget i Malibu.

## Tv-serier som utspelar sig i Malibu
Exempel på TV-serier som utspelar sig i Malibu är:

Los Angeles County: Staden Malibu är markerad med rött, övriga städer i countyt är markerade i grått och "unincorporated areas" är de vita områdena.

- Hannah Montana
- Rockford tar över (1974–80)
- 2 1/2 män

## Kända personer som bor, eller har bott, i Malibu
- Pamela Anderson, skådespelerska och fotomodell (som sammanboende med Tommy Lee).
- Richard Dean Anderson, skådespelare.
- Julie Andrews, skådespelerska och sångerska (som sammanboende med Blake Edwards; 27 944 Pacific Coast Highway, från 1970-talet till 1992).
- James Brolin, skådespelare, filmproducent och filmregissör (sedan 1990-talet som sammanboende med Barbra Streisand).
- Pierce Brosnan, skådespelare.
- Gary Busey, skådespelare och estradör.
- James Cameron, filmregissör.
- Johnny Carson, talkshow-värd (1= 22 240 Pacific Coast Highway, 2= 6962 Wildlife Road).
- Cher, sångerska och skådespelerska.
- Cimorelli, sångerskor (band).
- Joan Didion, författare (på 1970-talet).
- Bob Dylan, låtskrivare, sångare och musiker (sedan 1970-talet).
- Blake Edwards, filmregissör (som sammanboende med Julie Andrews; 27 944 Pacific Coast Highway, från 1970-talet till 1992).
- David Geffen, film- och musikproducent.
- Stan Getz, musiker.
- Mel Gibson, skådespelare och filmregissör.
- Larry Hagman, skådespelare.
- Mark Hamill, skådespelare.
- David Hockney, konstnär.
- Anthony Hopkins, skådespelare.
- Brody Jenner, modell och realityskådespelare.
- Anthony Kiedis, sångare i Red Hot Chili Peppers.
- Lady Gaga, sångerska, låtskrivare och musiker.
- Michael Landon, skådespelare.
- Tommy Lee, musiker (som sammanboende med Pamela Anderson).
- Shirley MacLaine, skådespelerska (25 200 Malibu Road).
- Joni Mitchell, sångerska och låtskrivare.
- Demi Moore, skådespelerska (som sammanboende med Bruce Willis; 22 470 Pacific Coast Highway, från 1987 till 1999).
- Nick Nolte, skådespelare.
- Ryan O'Neal, skådespelare (21 366 Pacific Coast Highway).
- Tom Petty, sångare, musiker och låtskrivare.
- Rob Reiner, filmregissör, manusförfattare och skådespelare.
- Don Rickles, ståuppkomiker och skådespelare.
- Julia Roberts, skådespelare.
- Axl Rose, låtskrivare och sångare i Guns N' Roses (Malibu Vista).
- Charlie Sheen, skådespelare.
- Martin Sheen, skådespelare.
- Britney Spears, popsångerska.
- Steven Spielberg, filmregissör.
- Rod Steiger, skådespelare.
- Sting, sångare, musiker och låtskrivare.
- Barbra Streisand, sångerska, skådespelerska och filmregissör (först själv och sedan 1990-talet som sammanboende med James Brolin).
- Bruce Willis, skådespelare (som sammanboende med Demi Moore; 22 470 Pacific Coast Highway, från 1987 till 1999).